# Ficus tesselata
Ficus tesselata är en mullbärsväxtart som beskrevs av Otto Warburg. Ficus tesselata ingår i släktet fikonsläktet, och familjen mullbärsväxter. Inga underarter finns listade i Catalogue of Life.